# Лаврентьев, Максим Игоревич
Макси́м И́горевич Лавре́нтьев (род. 28 февраля 1975, Москва) — поэт, прозаик, критик, культуролог, литературовед, специалист по предсмертному творчеству русских поэтов XIX—XX веков.

## Биография
Максим Лаврентьев родился 28 февраля 1975 года в Москве в семье дирижера и композитора Игоря Лаврентьева. Учился на дирижёрско-хоровом отделении в музыкальном училище.
В 1990-х — начале 2000-х годов работал кладовщиком на автостанции.
В 2001 году окончил Литературный институт им. А.М. Горького, куда поступил по рекомендации Льва Ошанина. Работал редактором в еженедельниках «Литературная газета» и «Литературная Россия», на рубеже 2010-х годов был главным редактором журнала «Литературная учёба», вернувшегося при нём к формату литературно-критического издания.

Лаврентьев сделал невозможное. Он фактически возвратил «Литучёбу» из небытия. Журнал стал площадкой для острых литературных дискуссий. Он зафонтанировал неожиданными идеями. В нём исчезла слащавость, зато появились соль и перец. Издание быстро начало набирать вес и авторитет. Из собрания трафаретных дебютов и наукоблудия «Литучёба» превратилась в журнал литературно-критической мысли.
— Вячеслав Огрызко

## Литературное творчество
Максим Лаврентьев начинал как поэт и книжный рецензент в середине 2000-х годов в российской и зарубежной литературной периодике. Отзывы о его творчестве опубликованы в журналах «Знамя», «Новый мир», «Вопросы литературы» и др.

В каком-то смысле Максим Лаврентьев — реалист от поэзии, столь предметны, вещественны его стихи, внимательны к детали, ко всякой бытовой новизне. Без перечня предметов не обходится, пожалуй, ни одно его стихотворение. <…>Но удивительно — дав неприглядную грубую картинку, бросив разговорное словцо, он вдруг мгновенно переходит к изящному. Как бы даже воспаряет. Черпнет из низин и тотчас — в горний мир — к высокому штилю и выспреннему слогу.
— Сергей Шаргунов

Во многих стихах Лаврентьева мы и впрямь наблюдаем напевное благозвучие и даже редкое в наши дни стремление к осмысленной ясности образов и мыслей. Но не забывайте, что мы находимся на границе, где встречаются разные государства, разные традиции. Степенная классическая ясность то и дело переходит в свою хулиганскую противоположность — и это не менее важно для Лаврентьева, чем внятное благозвучие.
— Арсений Замостьянов
В 2015 году в издательстве «Академика» вышло стихотворное переложение псалмов Давида, отмеченное отечественной и зарубежной прессой. В частности, колумнист русскоязычной нью-йоркской газеты «Еврейский мир» писал:

Что же помогло русскому интеллигенту, едва ли владеющему ивритом, так попасть в нерв, так тонко и созвучно оригиналу выстроить свою, почти никогда не буквально-переводческую, линию отражений святого текста — мне трудно даже вообразить. Это — чудо.
— Арье Юдасин
Написанный в 2015 году роман (в издании 2019 года — повесть) «Воспитание циника» (премия петербургского журнала «Зинзивер» за 2015 год) посвящен любовным похождениям студентов Литературного института 1990-х годов и носит, по мнению одного из рецензентов, Олега Филипенко, автобиографический характер. В то же время канадский писатель Владимир Лорченков отнёс роман к жанру литературной пародии. Сам автор определяет произведение как «игровую мемуаристику», это «мистификация, но она и похожа на то, что было, и не похожа в то же время; для меня она заменила мои собственные воспоминания».

В конце повести читатель узнаёт настоящее имя героя — Ицхак. Это библейское имя, единственный раз прозвучавшее в повести, в переводе с иврита означает «он смеётся». Некоторые критики в рецензиях обсуждают загадку имени, доходя в своих предположениях, что эта повесть иронического характера, автор просто смеётся. Но если это смех, то это смех сквозь слёзы.— Татьяна Лестева).
В 2019 году книга вышла в издательстве «Рипол-классик» и была признана одной из лучших книг года по версии «Независимой газеты».
В 2018 году в издательстве «Альпина Паблишер» увидела свет иллюстрированная монография «Дизайн в пространстве культуры» (топ-25 лучших книг года в жанре non-fiction по версии «Независимой газеты»).

В сборнике остроумных эссе о важнейшем феномене нашего времени мы знакомимся с искусством и прошедших эпох, и современности, воспринимая его через призму взгляда эрудированного и оригинально мыслящего автора. Максим Лаврентьев рассказывает как о прикладных аспектах дизайна, так и об «элитарных», делая доступными сложные эстетические понятия.
— Аннотация издательства
В 2020 год вышли переводы сонетов Антонио Вивальди и новые эпиграфы к фортепианному циклу П. И. Чайковского «Времена года» для концертной программы «Времена года. Вивальди и Чайковский» в англиканском соборе Святого Андрея.

Поэт почти всегда религиозен, телесная смерть для него — просто переход в иную жизнь. Религиозен не в конфессионально-обрядовом смысле (хотя одно другому не мешает), а в смысле убежденности — бездоказательной, но непреодолимой — в существовании Бога / Абсолюта, осмысленности Вселенной и человеческого существования, в неизбежности посмертной жизни. Таковы были великие поэты, анализируемые Лаврентьевым, да и сам Лаврентьев точно такой же.

Если говорить о самой книге, то немаловажное её достоинство — язык, которым она написана. Это кристально-чистый язык в духе Никола Буало и Шопенгауэра: «Кто ясно мыслит, тот ясно излагает». Лаврентьев пишет не заготовку для научной статьи, не основу для диссертации. У него не найдешь литературоведческого воляпюка и многоэтажной аргументации с назойливыми ссылками. Это вдумчивый разговор с самим собой и читателем.
— Михаил Бойко
«Non-fiction года» по версии «Независимой газеты». Книге и её автору был посвящен выпуск передачи «Открытая книга» на телеканале «Россия-Культура».
Весной 2022 года издательство «Вест-Консалтинг» выпустило сразу две книги Лаврентьева — переиздание «Псалмов Давида», средства для которого были частично собраны на краудфандинговой платформе Planeta.ru, и первый с 2013 года сборник поэтических произведений — «Музыка в крови».
В ноябре 2023 года в столичном издательстве «Стеклограф» вышел сборник «Библейская лирика», включающий наряду с псалмами поэтические переложения двух других ветхозаветных книг Библии — Книги Притчей Соломоновых и Книги Экклезиаста. В 2024 году книга удостоилась золотой статуэтки МСЛФ «Золотой Витязь» в номинации «Художественный перевод».
Осень 2024 года — публикация в красноярском журнале «День и ночь» поэтического переложения древнерусского апокрифа «Хождение Богородицы по мукам».
К 50-летию поэта в феврале 2025 года издательство «Романов» приурочило выход 350-страничной книги «Избранное. Поэзия». Под одной обложкой в хронологическом порядке здесь объединены практически все оригинальные стихотворения и поэмы 2007—2024 годов, а также библейские и другие переложения. Некоторые произведения опубликованы впервые.
В этом же году том избранной историко-литературной эссеистики «Мастер и Маргарита мертвы» выпустило московское издательство «Ruinaissance».

Максим Лаврентьев удивительно сочетает в своей поэтике два вектора: погружение в себя — и воспарение в горние сферы, констатацию драмы, трагедии дня нынешнего — и почти симфонический апофеоз вечности. Посвящение вечности — вся его поэтическая жизнь…— Елена Крюкова

## Художественная и музыкальная деятельность
Дебют в качестве художника (апрель 2020 года) — портрет поэта Велимира Хлебникова как иллюстрация газетной статьи о нем.
Апрель 2021 года — первая персональная выставка живописных работ в арт-пространстве «Нигде Кроме».
1 июля 2022 года состоялся выпуск сольного музыкального альбома «Мелодии воспоминаний» под лейблом «Pancher» на YouTube, Apple Music, Яндекс.Музыка и других стриминговых сервисах. В альбом вошло восемь оригинальных инструментальных композиций в стиле нью-эйдж.